# Qastina
Qastina (en arabe : قسطينة) est un ancien village palestinien situé à 38 kilomètres au nord-est de la ville de Gaza. Il a été vidé de ses habitants au cours de la guerre israélo-arabe de 1948.

## Situation
Qastina était situé sur une éminence dans la zone généralement plate de la plaine côtière palestinienne, sur la route reliant al-Majdal (Ashkelon) à l'axe Jérusalem - Jaffa. Un camp militaire britannique, Beer Tuvia, se trouvait à 3 km sud-ouest du village.

## Histoire
Qastina a été intégrée à l'Empire ottoman en 1517 comme le reste du Levant. Selon les registres fiscaux ottomans de 1596, il s'agissait d'un village du nahiya (sous-district) de Gaza situé dans le liwa' (district) de Gaza et comptant 55 ménages et 15 célibataires, soit environ 385 personnes. Tous les villageois étaient musulmans. Ils payaient une taxe d'imposition à taux fixe de 33,3% sur un certain nombre de produits agricoles, notamment le blé, l'orge et le sésame, ainsi que sur les fruits, les chèvres, les ruches d'abeilles et le vignoble ; un total de 13 100 akçe. Les 5/6 de ce revenu allaient à un waqf.
En 1838, Edward Robinson voit el-Kustineh au nord-ouest de Tell es-Safi, où il séjourne et indique qu'il s'agit d'un village musulman du district de Gaza.
En 1863, l'explorateur français Victor Guérin visite le village, qu'il désigne sous le nom de Kasthineh. Il indique que la localité compte quatre cents habitants. Près de l'ouverture d'un puits se trouvent les restes d'une colonne de marbre ancienne de teinte gris-blanc, tandis que deux palmiers et trois acacia mimosas ombragent le cimetière.
Une liste de villages ottomans datant d’environ 1870 indique que Qastina compte 152 maisons et 469 hommes,. En 1882, une étude du Palestine Exploration Fund décrit Qastina comme un village aménagé sur un axe nord-ouest - sud-est sur un terrain plat. Le bâti est en briques d'adobe, il y a un puits et des jardins.

### Période du mandat britannique
Le recensement de la Palestine mandataire de 1922 effectué par les autorités britanniques indique que le village compte 406 habitants, tous musulmans. Ce chiffre monte à 593 habitants, tous musulmans, et 147 maisons d'après le recensement de 1931.
Les villageois disposent d'une mosquée et, en 1936, une école primaire est construite, elles est partagée avec le village voisin de Tall al-Turmus. Au milieu des années 1940, l'école compte 161 élèves.
En 1939, le moshav Kfar Warburg s’établit sur d'anciennes terres du village, à 3 km au sud-ouest du bourg. Le camp militaire britannique de Beer Tuvia était situé à proximité. En mai 1941, désaffecté, il fut le lieu de rassemblement des Forces françaises libres avant la Campagne de Syrie (1941). De Gaulle y passa en revue ses troupes en revue le 26 mai 1941.
Selon les statistiques de 1945, le village compte 890 habitants, tous musulmans, qui disposent d'un total de 12 019 dounams de terres. Les villageois vivent principalement de l'agriculture. Certains élèvent du bétail et des volailles, d'autres travaillent dans le camp militaire de Beer Tuvia . En 1944/45, 235 dounams sont alloués à la culture des agrumes et de la banane, 7 317 dounams sont consacrés à la céréaliculture, 770 dounams sont irrigués ou plantés de vergers tandis que les zones bâties occupent 37 dounams.

### Guerre de 1948 et suites
Qastina se situe sur le territoire attribué à l'État arabe dans le cadre du Plan de partage de la Palestine présenté par l'ONU en 1947. Après la déclaration d'indépendance de l'État d'Israël, le 15 mai 1948, les armées des États arabes voisins portent la guerre contre le nouvel État, entraînant le départ de civils craignant d’être pris au piège entre les belligérants. Les femmes et les enfants de Qastina sont mis en sécurité à Tell es-Safi par les hommes du village, mais ils rebroussent chemin après avoir découvert qu'il n'y a pas suffisamment d'eau dans le village hôte pour répondre à leurs besoins.
Un ordre visant à la conquête de Qastina et des autres villages voisins (Masmiya al Kabira, Masmiya al Saghira, Al Tina et Tall al Turmus) est émis par le 51e bataillon de la brigade Guivati et devient exécutif le 29 juin 1948. Selon Benny Morris, le document recommande « la "liquidation" (hisul) des deux villages de Masmiya et l'"incendie"(bi'ur) du reste ».
Le 9 juillet 1948, les forces israéliennes détruisent entièrement le village et ses 147 maisons, après que les habitants eurent fui l'assaut donné par la brigade Givati dans le cadre de l'opération An-Far. Qastina est ensuite utilisée comme point de ralliement par le septième bataillon de la 8e brigade blindée de Tsahal après l'attaque manquée contre Irak al-Manshiyya dans le cadre de la tentative israélienne d'ouvrir une route vers le Néguev pendant l'opération Yoav.
Après la guerre, la région est intégrée à l'État d'Israël et quatre villages sont établis sur les terres de Qastina ; Arugot et Kfar Ahim sont fondés en 1949. Puis c'est au tour d'Avigdor en 1950 et Kiryat Malakhi en 1951. Beer Tuvia, également connu sous le nom de Qastina après sa fondation en 1887, est à proximité immédiate.
En 1992, Walid Khalidi note que : « Il ne reste que des restes de maisons éparpillés sur le site. L'équipe de recherche chargée d'enquêter sur l'état actuel des villages dépeuplés s'est rendue sur le site et a constaté qu'il était envahi par les arbustes et des herbes folles d'environ 2 m de haut. » De nos jours, Qastina est le nom courant du carrefour Malakhi.